# Serie A de 1946–47
O Campeonato Italiano de Futebol de 1946–47, denominada oficialmente de Serie A 1946-1947, foi a 45.ª edição da competição máxima do futebol italiano e a 15.ª edição da Serie A. O campeão foi o Torino que conquistou seu 4.º título na história do Campeonato Italiano. O artilheiro foi Valentino Mazzola, do Torino (29 gols).

## Classificação
| Pos. | Equipes        | Pts | J  | V  | E  | D  | GP  | GC | SG  | Classificação ou Rebaixamento             |
| ---- | -------------- | --- | -- | -- | -- | -- | --- | -- | --- | ----------------------------------------- |
| 1    | Torino         | 63  | 38 | 28 | 7  | 3  | 104 | 35 | 69  | Campeão                                   |
| 2    | Juventus       | 53  | 38 | 22 | 9  | 7  | 83  | 38 | 45  |                                           |
| 3    | Modena         | 51  | 38 | 21 | 9  | 8  | 45  | 24 | 21  |                                           |
| 4    | Milan          | 50  | 38 | 19 | 12 | 7  | 75  | 52 | 23  |                                           |
| 5    | Bologna        | 39  | 38 | 15 | 9  | 14 | 42  | 41 | 1   |                                           |
| 5    | Vicenza        | 39  | 38 | 16 | 7  | 15 | 53  | 57 | −4  |                                           |
| 7    | Bari           | 38  | 38 | 16 | 6  | 16 | 33  | 48 | −15 |                                           |
| 8    | Napoli         | 37  | 38 | 14 | 9  | 15 | 50  | 59 | −9  |                                           |
| 8    | Atalanta       | 37  | 38 | 11 | 15 | 12 | 40  | 52 | −12 |                                           |
| 10   | Internazionale | 36  | 38 | 13 | 10 | 15 | 59  | 54 | 5   |                                           |
| 10   | Sampdoria      | 36  | 38 | 14 | 8  | 16 | 56  | 52 | 4   |                                           |
| 10   | Genoa          | 36  | 38 | 13 | 10 | 15 | 53  | 53 | 0   |                                           |
| 10   | Lazio          | 36  | 38 | 12 | 12 | 14 | 56  | 56 | 0   |                                           |
| 14   | Alessandria    | 35  | 38 | 13 | 9  | 16 | 59  | 60 | −1  |                                           |
| 15   | Livorno        | 33  | 38 | 9  | 15 | 14 | 49  | 55 | −6  |                                           |
| 15   | Roma           | 33  | 38 | 12 | 9  | 17 | 41  | 56 | −15 |                                           |
| 17   | Fiorentina     | 32  | 38 | 10 | 12 | 16 | 46  | 69 | −23 |                                           |
| 18   | Brescia        | 31  | 38 | 10 | 11 | 17 | 45  | 58 | −13 | Zona de rebaixamento à Serie B de 1947–48 |
| 19   | Venezia        | 27  | 38 | 10 | 7  | 21 | 43  | 66 | −23 | Zona de rebaixamento à Serie B de 1947–48 |
| 20   | Triestina      | 18  | 38 | 5  | 8  | 25 | 32  | 79 | −47 | Readmitido[a]                             |

- a. ^ O Triestina foi rebaixado e mais tarde readmitido na Série A por motivos políticos contra a Iugoslávia.

## Premiação
| Serie A de 1946–47          |
| Piemonte                    |
| --------------------------- |
| TORINO Campeão (4.º título) |

## Artilheiros
| Pos. | Jogador              | Equipe         | Gols |
| ---- | -------------------- | -------------- | ---- |
| 1    | Valentino Mazzola    | Torino         | 29   |
| 2    | Ettore Puricelli     | Milan          | 21   |
| 3    | Riccardo Carapellese | Milan          | 20   |
| 4    | Guglielmo Gabetto    | Torino         | 19   |
| 5    | Giuseppe Baldini     | Sampdoria      | 18   |
| 6    | Mario Astorri        | Juventus       | 17   |
| 6    | Renato Raccis        | Livorno        | 17   |
| 8    | Riccardo Dalla Torre | Genoa          | 16   |
| 8    | Cosimo Muci          | Internazionale | 16   |
| 10   | Enrico Candiani      | Juventus       | 15   |
| 10   | Július Korostelev    | Juventus       | 15   |
| 12   | Bruno Quaresima      | Vicenza        | 14   |
| 12   | Romano Penzo         | Brescia        | 14   |
| 14   | Juan Carlos Verdeal  | Genoa          | 13   |
| 14   | Valeriano Ottino     | Venezia        | 13   |
| 14   | Amedeo Amadei        | Roma           | 13   |
| 14   | Adriano Bassetto     | Sampdoria      | 13   |
| 14   | Riza Lushta          | Alessandria    | 13   |